# Telegram (aplikacija)
Telegram je servis za slanje trenutačnih poruka koji je razvila tvrtka Telegram Messaging LLP sa sjedištem u Dubaiju. Tvrtku je osnovao ruski poduzetnik Pavel Durov, prije toga poznat kao osnivač mrežne društvene mreže Vkontakte. To je šifrirana platforma temeljena na oblaku.
Telegram koristi niz aplikacija na operativnim sustavima kao što su: Android, iOS, Windows Phone, Windows NT, MacOS i Linux, a njegovi korisnici mogu slati i primati poruke i medijske datoteke.
Telegram podržava glasovne pozive, skupne glasovne pozive i videopozive. Ima grupe koje mogu imati do 200 000 članova[nedostaje izvor] i kanale s neograničenim brojem pratitelja koji su namijenjeni plasiranju različitih sadržaja široj publici. Telegram podržava razmjenu svih formata datoteka, mogu se slati datoteke do 2 gigabajta, kao i fotografije bez kompresije.
Preko Telegrama može se izbrisati povijest poruka s obje strane ili razgovor (chat) s obje strane, svaka razmijenjena poruka se također može izbrisati s obje strane. Korisnik Telegrama u mogućnosti je promijeniti sadržaj poslane poruke u roku od 48 sati od trenutka slanja iste, kao i zamijeniti poslani medij (sliku, video, audio ili neku drugu datoteku).
Telegram ima više od 800 milijuna aktivnih korisnika mjesečno, a Indija prednjači po broju korisnika. Bio je najpreuzimanija aplikacija u svijetu u siječnju 2021. s 1 milijardom preuzimanja na svjetskoj razini do kraja kolovoza 2021.[nedostaje izvor]

## Vanjske poveznice
- Službena mrežna stranica